# Karl Rudolf von Glan
Karl Rudolf von Glan (* 11. April 1768 in Thunum; † 22. November 1849 in Breslau) war ein preußischer Generalmajor und Kommandant der Festung Glatz.

## Leben

### Herkunft
Seine Eltern waren der Hauptmann der holländischen Garde Johann Gustav Karl von Glan (* 17. Februar 1724; † 19. März 1780) und dessen Ehefrau Isabella Christiane, geborene Müller (* 29. Januar 1747; † 19. Oktober 1771), eine Tochter des Amtmanns von Esens Gottfried Heinrich Müller (1709–1765).

### Laufbahn
Glan besuchte zunächst die Lateinschule in Esens und anschließend das Kadetthaus in Berlin. Am 21. Juni 1785 wurde er als Gefreitenkorporal im Infanterieregiment „von Götzen“ der Preußischen Armee angestellt. Dort avancierte Glan bis Mitte Januar 1789 zum Sekondeleutnant und nahm 1794/95 während des Feldzuges in Polen an den Kämpfen bei Pyzdry teil.
Am 7. Oktober 1787 wurde er zum Premierleutnant und am 3. Februar 1801 zum Stabskapitän befördert. Als Kapitän und Kompaniechef kämpfte er im Vierten Koalitionskrieg in der Schlacht bei Jena. Nach der Kapitulation bei Anklam wurde er inaktiv gestellt, aber schon bald ausgetauscht und kämpfte bei der Verteidigung der Festung Silberberg. Dort wurde er am 1. April 1807 zum Kommandeur des dort neuerrichteten National-Bataillons „von Glan“.
Am 17. Februar 1809 kam Glan in das 2. Schlesische Infanterie-Regiment Nr. 12. Dort wurde er am 27. Mai 1810 Major und kam am 11. April 1811 als Kommandeur in das Schlesische Grenadier-Bataillon. Während der Befreiungskriege wurde er in der Schlacht bei Großgörschen schwer verwundet und mit dem Eisernen Kreuz II. Klasse sowie dem Orden der Heiligen Anna II. Klasse ausgezeichnet. Nach seiner Genesung war er nicht mehr felddienstfähig und wurde daher am 10. Januar 1814 mit der Wahrnehmung der Geschäfte als Kommandant der Festung Silberberg beauftragt. In dieser Stellung erfolgte am 31. Mai 1815 seine Beförderung zum Oberstleutnant. Ab dem 27. November 1817 fungierte Glan als Kommandant von Glatz und wurde Anfang April 1818 Oberst. Am 20. März 1834 erhielt er seinen Abschied mit dem Charakter eines Generalmajors und einer jährlichen Pension von 1750 Talern. Am 28. Oktober 1841 wurde er Senior des Eisernen Kreuzes II. Klasse. Er starb am 22. November 1849 in Breslau.
General von Zieten schrieb 1819 in seiner Beurteilung über Glan: „Bei hoher Redlichkeit und stetem Bestreben, seine Dienstpflichten ganz zu erfüllen, besitzt derselbe die zu seinem Posten nötigen Dienstkenntnisse, ist strenge, jedoch menschenfreundlich, wird von der Garnison und von der Bürgern gleich geachtet.“

### Familie
Glan heiratete am 29. September 1804 in Landeck Sophie Karoline Dorothea von Bamberg (* 18. März 1770; † 21. Januar 1831), Witwe des Oberst Karl Christian Erdmann von Bamberg († 26. März 1793). Das Paar hatte mehrere Kinder:
- Cäcilie (* 7. Juli 1805; † 25. Januar 1810)
- Sohn (* 24. März 1809)